# Evangelische Kirche Gernsheim
Die Evangelische Kirche Gernsheim ist die Kirche der evangelischen Gemeinde in Gernsheim, einer Stadt im südhessischen Landkreis Groß-Gerau.

## Vorgeschichte
Gernsheim gehörte im Alten Reich zu Kurmainz, blieb also auch nach der Reformation römisch-katholisch. Erst nach dem Übergang der Gemeinde an die Landgrafschaft Hessen-Darmstadt (ab 1806: Großherzogtum Hessen) kamen auch einzelne evangelische Einwohner hinzu. Es dauerte bis in die Mitte des 19. Jahrhunderts, bevor diese eine Kirchengemeinde bildeten. Für ein eigenes Kirchengebäude reichte deren finanzielle Kraft damals noch nicht. So mietete die Gemeinde das Medicussche Haus an und richtete dort im ersten Stock einen Betsaal ein, der am 16. März 1864 eingeweiht wurde. Später kaufte sie das Haus und richtete im Erdgeschoss die evangelische Schule ein.

## Geschichte

### Bau
Ende 1893 beschloss der Kirchenvorstand den Bau einer Kirche, nachdem in ausreichendem Umfang Geld dafür gesammelt worden war. Am 23. März 1894 erging der Auftrag zum Bau an Kirchenbaumeister Schwartze, der aber drei Wochen später einen Schlaganfall erlitt und damit ausschied. An dieser Stelle sprang nach Vermittlung des Oberkonsistoriums des Großherzogtums Karl Hofmann ein, damals Dom- und Stadtbaumeister in Worms. Dieser legte eine historistische Planung vor, die neuromanische, gotische und Renaissance-Elemente verknüpfte. Es sollte einer der wenigen Kirchenbauten von Karl Hofmann werden.
Der erste Spatenstich erfolgte am 3. Juni 1898. Ab Januar 1899 folgte der Innenausbau, Ende Juli war das Dach eingedeckt und die Glocken wurden in den Turm gehängt. Am 9. August 1899 fand ein erstes Probeläuten statt. Die Einweihung der Kirche erfolgte am 2. Mai 1900. Die Orgel wurde erst nachträglich eingebaut, stammte von Heinrich Bechstein aus Groß-Umstadt und erklang ab dem 7. Juni 1903.

### Zweiter Weltkrieg und Folgen

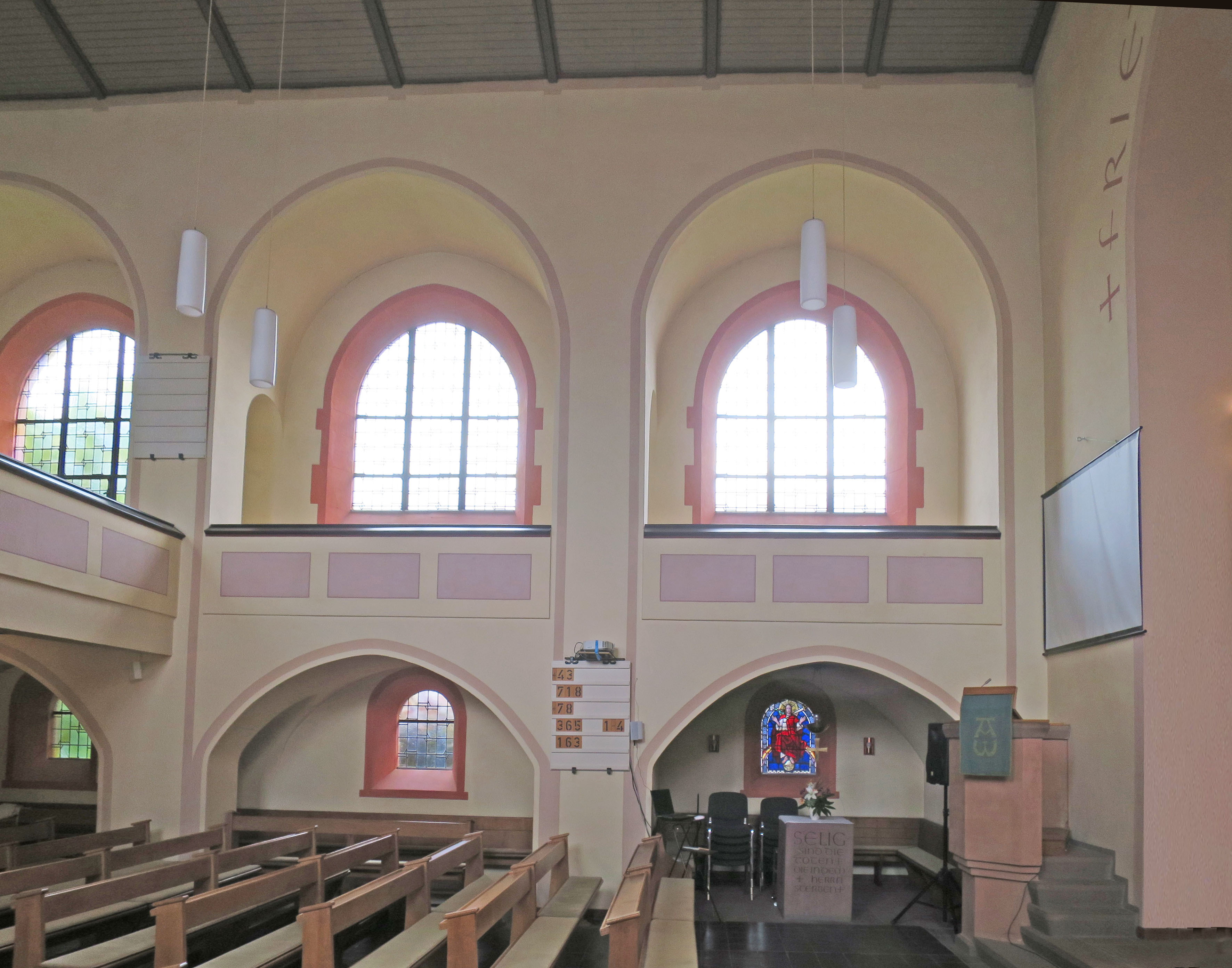
Kirchenschiff

1944 wurden die Glocken beschlagnahmt und abtransportiert. Am Ende des Zweiten Weltkriegs beschoss Artillerie der US-Army in der Nacht vom 25. auf den 26. März 1945 die Innenstadt von Gernsheim. Dabei geriet auch der Spitzhelm des Kirchturms in Brand und stürzte schließlich ins Kirchenschiff, so dass die Kirche vollständig ausbrannte.
Die Gemeinde nutzte zunächst den Schulsaal der ehemaligen evangelischen Schule als Notkirche, ab dem 3. Advent 1947 den wiederhergerichteten alten Betsaal. Im gleichen Jahr begannen die Arbeiten zum Wiederaufbau der Kirche, nachdem ab 1945 Trümmer beseitigt worden waren. Die Bauleitung hatte ein Architekt Krauß, die Ausgestaltung lag bei dem Innenarchitekten Wagner aus Pforzheim. Weil die Kriegszerstörung umfangreich war, aus Kostengründen und weil es dem damaligen Zeitgeschmack entsprach, wurde der Wiederaufbau in schlichten Formen durchgeführt und etwa auch das noch vorhandene Maßwerk der Fenster entfernt. Die Kanzel, die ursprünglich in der Mitte der Ostwand angebracht war, wurde an die Seitenwand des Altarraums gesetzt. Der Turm erhielt auf Vorschlag von Karl Gruber ein Satteldach, was ursprünglich als Provisorium gedacht war, aber bis heute erhalten blieb. Am 1. Mai 1950 wurde die Kirche wieder eingeweiht. 1951 erhielt die Kirche drei neu von Rincker in Sinn gegossene Glocken.

## Gemeinde
Die evangelische Kirchengemeinde Gernsheim gehört zur Evangelischen Kirche in Hessen und Nassau (EKHN) und dort zur Propstei Starkenburg und zum Dekanat Groß-Gerau-Rüsselsheim.